# Acquappesa
Acquappesa est une commune de la province de Cosenza, dans la région de Calabre, en Italie.

## Géographie
Son territoire s'étend sur 17,75 km2, dont 7 km2 d'espace forestier, et possède 6 km de littoral. L’île Pistuolo et Spaliota dépend de la commune. Le territoire est délimité au nord par la rivière Fiumicello et au sud par la rivière Bagni. La commune des frontières Cetraro, Fagnano Castello, Guardia Piemontese, Mongrassano et la mer Tyrrhénienne.

### Hameaux
Terme Luigiane

### Communes limitrophes
Cetraro, Fagnano Castello, Guardia Piemontese, Mongrassano

## Histoire
De 1927 à 1945, elle a fusionné avec la ville de Guardia Piemontese, formant la commune de Guardia Piemontese Terme.

## Administration
| Période                                  | Période  | Identité         | Étiquette | Qualité |
| ---------------------------------------- | -------- | ---------------- | --------- | ------- |
|                                          |          |                  |           |         |
| 26 mai 2014                              | En cours | Giorgio Maritato |           |         |
| Les données manquantes sont à compléter. |          |                  |           |         |

## Sport
Le hameau de Terme Luigiane a accueilli 5 fois une arrivée du Tour d'Italie.
La première, ce fut en 1993, lors de la 5e étape avec le succès de Dimitri Konyshev. Deux ans après, le peloton revient et cette fois-ci c'est l'italien Maurizio Fondriest qui règle un sprint à trois. En 1999, Laurent Jalabert, porteur du maillot de champion de France, remporte la 4e étape à Terme Luigiane. Stefano Garzelli, qui courait pour la formation Sidermec, gagne la 3e étape du Tour d'Italie 2003 devant Francesco Casagrande. Enfin, pour la 100e édition du Giro d'Italia, Silvan Dillier bat au sprint Jasper Stuyven.